# Арнолд VI фон Дист
Арнолд VI фон Дист (на немски: Arnold VI von Diest; на нидерландски: Arnout VI van Diest; † 1296) от род ван/фон Дист от белгийската провинция Фламандски Брабант, е бургграф на Антверпен в Белгия, господар на Ривирен. Шефовете на фамилията са дълго време бургграфове (вицекомтове) на Антверпен.

## Произход
Той е син на Арнолд V фон Дист († 1258), господар на Дист, и съпругата му Матилде де Бетуне († 1 ноември 1252), дъщеря на Гилом II де Бетуне († 1214) и Мод де Дендермонде († 1225). Внук е на Арнолд IV фон Дист († сл. 1230) и Алхайдис/Алайдис фон Хенгенбах-Хаймбах († 1233/1250), дъщеря на Еберхард II фон Хенгенбах († сл. 1217/1218) и Юдит (Юта) фон Юлих († 1218), наследничка на Юлих, дъщеря на граф Вилхелм I фон Юлих († 1176).

## Фамилия
Арнолд VI фон Дист се жени ок. 1255 г. за Елизабет де Мортане († 1315), дъщеря на Арнолд де Мортане († сл. 1265), бургграф на Доорник, и Йоланда де Куци. Те имат децата:
- Йоланда фон Дист († 1326), омъжена за Лудвиг фон Лумен, фогт на Хаспенгау († сл. 1312)
- Герхард фон Дист († 30 август – 31 декември 1334), господар на Дист и Зеелем, бургграф на Антверпен, женен I. сл. 1310 г. за Мария фон Лооц († 1325), II. сл. 1325 г. за Йохана от Фландрия († сл. 1343)
- Томас I фон Дист († 8 ноември 1349), господар на Дист и Зеелем, женен 1337 г. за Мария фон Гхистелес († сл. 4 септрмври 1381); имат син Хайнрих V фон Дист (1345 – 1385), бургграф на Антверпен
- Мария фон Дист, омъжена на 8 ноември 1290 г. за Вилхелм II фон Бокстел († сл. 1319)
- Аелис фон Дист († сл. 1292), омъжена I. 1278 г. за Хелин I фон Петегхем († 11 януари 1285), II. ок. 1290 г. за Хайнрих ван Куик († юли 1304, убит в битка), господар на Мироп, син на Йохан I ван Куик († 1308) и Юта фон Насау († 1313)